# Gianna Jessen
Gianna Jessen (ur. 6 kwietnia 1977 w Los Angeles) – amerykańska działaczka ruchu pro-life.

## Życiorys
Urodziła się jako córka 17-letnich rodziców w 30. tygodniu ciąży w wyniku nieskutecznej aborcji metodą wstrzyknięcia roztworu soli do worka owodniowego, w klinice należącej do organizacji Planned Parenthood. Została odratowana przez personel medyczny. Z powodu niedotlenienia podczas aborcji cierpi na porażenie mózgowe i ma kłopoty z poruszaniem się. Została adoptowana. Dziś Gianna Jessen mieszka w Nashville. Działa w organizacjach antyaborcyjnych.